# Соболев, Анатолий Васильевич
Анатолий Васильевич Соболев (19 августа 1947 — 4 апреля 2003) — российский джазовый контрабасист и педагог, заслуженный деятель искусств. Один из ведущих московских исполнителей. Известен как аккомпаниатор и солист ведущих российских ансамблей.

## Биография
Анатолий Васильевич Соболев родился в Москве 19 августа 1947 года. Рано остался без отца, воспитанием мальчика занималась мать.
Первым инструментом Соболева стала домра. Позже он закончил училище им. Гнесиных по классу контрабаса. Играл в оркестре «ВИО-66» под управлением Ю. С. Саульского, позже работал в филармонии. Играл в Московском государственном симфоническом оркестре под управлением Вероники Дударевой.
В 1980-е годы входил в состав ансамбля пианиста Игоря Бриля, позже выступал с гитаристом Алексеем Кузнецовым. В 1997 году вышел альбом гитарного трио Константина Серова In Summer, записанный при участии Соболева, а в 1999 году увидел свет переизданный альбом Игоря Бриля Time Remembered, на нескольких композициях которого также можно услышать Соболева. Сотрудничал с группой Алексея Кузнецова «Аккорд Плюс». Является автором учебного пособия «Басовая линия».
Не был женат, не имел детей. До последних дней был близок со своей матерью Анной Георгиевной. Умер 4 апреля 2003 года в училище эстрадного и джазового искусства на Ордынке от инсульта.